# Royal Albert Football Club
Ne doit pas être confondu avec Hawick Royal Albert Football Club.
Maillots
Royal Albert Football Club est un club amateur de football écossais basé à Larkhall, South Lanarkshire créé en 1878, membre de la Scottish Football League de 1923 à 1926.

## Histoire
Le club a été créé en 1878 de la fusion de deux clubs locaux de Larkhall. Le premier président du club était un capitaine, nommée Johns, et il appela le club Royal Albert du nom de son bateau. Le club est entré dans l'histoire comme étant le premier de l'histoire du football écossais à avoir marqué un but sur penalty, le 6 juin 1891, par James McLuggage, contre Airdrieonians.
Ils adhérèrent à de nombreuses ligues comme la Scottish Football Federation, l'Inter County League, la Lanarkshire League, la Scottish Football Alliance, la Scottish Football Combination, la Scottish Football Union et la Western Football League. Ils intégrèrent la Scottish Football League en 1923 à la suite de la création de la Division 3. Ils y restèrent les trois saisons que dura cette Division 3 avant sa disparition en 1926. 
Ils réintégrèrent alors de nouveau brièvement la Scottish Football Alliance avant de rejoindre les ligues amateurs dès 1927. Ils jouent actuellement en Scottish Junior Football Central Division Two (en).

## Stade
À partir de 1964, ils évoluèrent à domicile au Robert Smellie Memorial Park, jusqu'en 2007. De 2007 à 2013, ils évoluèrent au Gasworks Park, le stade de leur rivaux du Larkhall Thistle F.C. (en). Après avoir envisagé de jouer dans le stade de la ville voisine d'Ashgill (en), ils optèrent finalement pour le stade d'une autre ville proche, le Tileworks Park de Stonehouse, où évolue également le Stonehouse Violet F.C. (en).

## Anciens joueurs
- Neilly Gibson

## Palmarès
- 2 fois vainqueur de la Scottish Qualifying Cup